# Хоріокапіляри
Хоріокапіляри (лат. choroidocapillaris) — капіляри власне судинної оболонки ока (хоріоідеї). Утворюють тонку густу судинну сітку — хоріокапілярну пластинку (lamina choroidocapillaris), яка прилягає до мембрани Бруха і забезпечує поживними речовинами зовнішні шари сітківки.
Хоріокапіляри є єдиним джерелом кровопостачання макули, порушення в них циркуляції крові викликає дистрофічні розлади в сітківці і особливо в ділянці жовтої плями. Це відграє роль для розвитку вікової макулодистрофії, наслідком якої є зниження чи втрата центрального зору .